# La Mohonera, Pinal de Amoles
La Mohonera är en ort i Mexiko.   Den ligger i kommunen Pinal de Amoles och delstaten Querétaro Arteaga, i den centrala delen av landet, 200 km norr om huvudstaden Mexico City. La Mohonera ligger 1 403 meter över havet och antalet invånare är 466.
Terrängen runt La Mohonera är huvudsakligen kuperad, men norrut är den bergig. Runt La Mohonera är det ganska glesbefolkat, med 23 invånare per kvadratkilometer. Närmaste större samhälle är Jalpan, 8,1 km nordost om La Mohonera. I omgivningarna runt La Mohonera växer huvudsakligen savannskog.